# Iglesia de Grundtvig
La Iglesia de Grundtvig, situada en el barrio de Bispebjerg, en Copenhague, Dinamarca, es, gracias a su aspecto poco común, una de las iglesias más conocidas de la ciudad y uno de los escasos ejemplos de templo expresionista.

## La iglesia de Grundtvig
La iglesia toma su nombre del filósofo danés Nikolai Frederik Severin Grundtvig. Para su construcción se realizó un concurso que fue ganado en 1913 por Peder Klint. La primera piedra se colocó tras el fin de la Primera Guerra Mundial, el 8 de septiembre de 1921, y la construcción se extendió de 1921 a 1926, aunque los últimos trabajos en el interior y los edificios colindantes recién concluyeron en 1940 y fueron terminados por Kaare Klint, hijo del anterior.
Peder Klint consiguió con la iglesia de Grundtvig una síntesis de la arquitectura. El arquitecto estudió para su proyecto una multitud de típicas iglesias de pueblo danesas, en cuya forma de construcción tradicional, materiales y decoración se inspiró. Klint fusionó las formas modernas y geométricas del expresionismo en ladrillo con las líneas clásicas y tendentes hacia el cielo del Gótico. A través del cementerio del barrio de Bispebjerg conduce un largo camino a la portada principal de la iglesia que, junto con los edificios colindantes simétricos, casi forman un eje de perspectiva barroco.
La característica más llamativa de la construcción es la fachada occidental, que recuerda a un Westwerk o a un órgano, que oculta un campanario de 49 metros de altura. Para la nave central Klint creó un gablete escalonado, tal como se pueden observar a menudo en las iglesias danesas, pero lo interpretó de forma innovadora y dobló su punto más alto. Las naves son de medidas generosas: la longitud total de la Hallenkirche de tres naves es de 76 metros, con un ancho de 35 metros y la nave central tiene una altura de 22 metros. El interior, de aires góticos, posee una capacidad para 1800 personas. La construcción está realizada con seis millones de ladrillos amarillos, un material típicamente danés. Durante el tiempo de construcción de la iglesia, a su alrededor, surgió un barrio residencial que debía encuadrar y resaltar la presencia del templo.

### La iglesia en la actualidad
La iglesia es accesible todo el año para visitantes, también fuera de los horarios de culto. El edificio también es empleado para la realización de conciertos en el gran órgano construido por Marcussen & Søn.

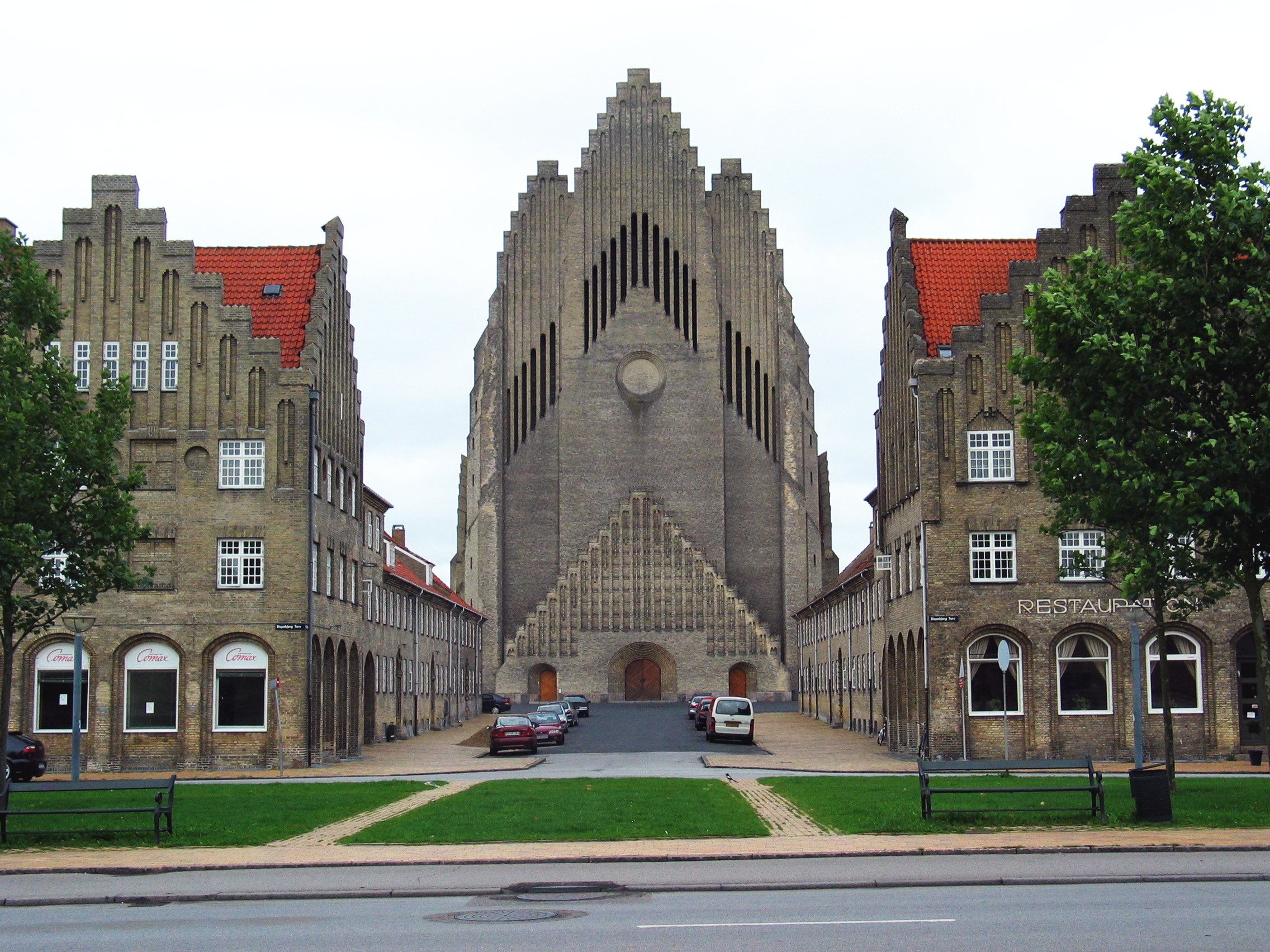
Vista de la fachada occidental de la iglesia.
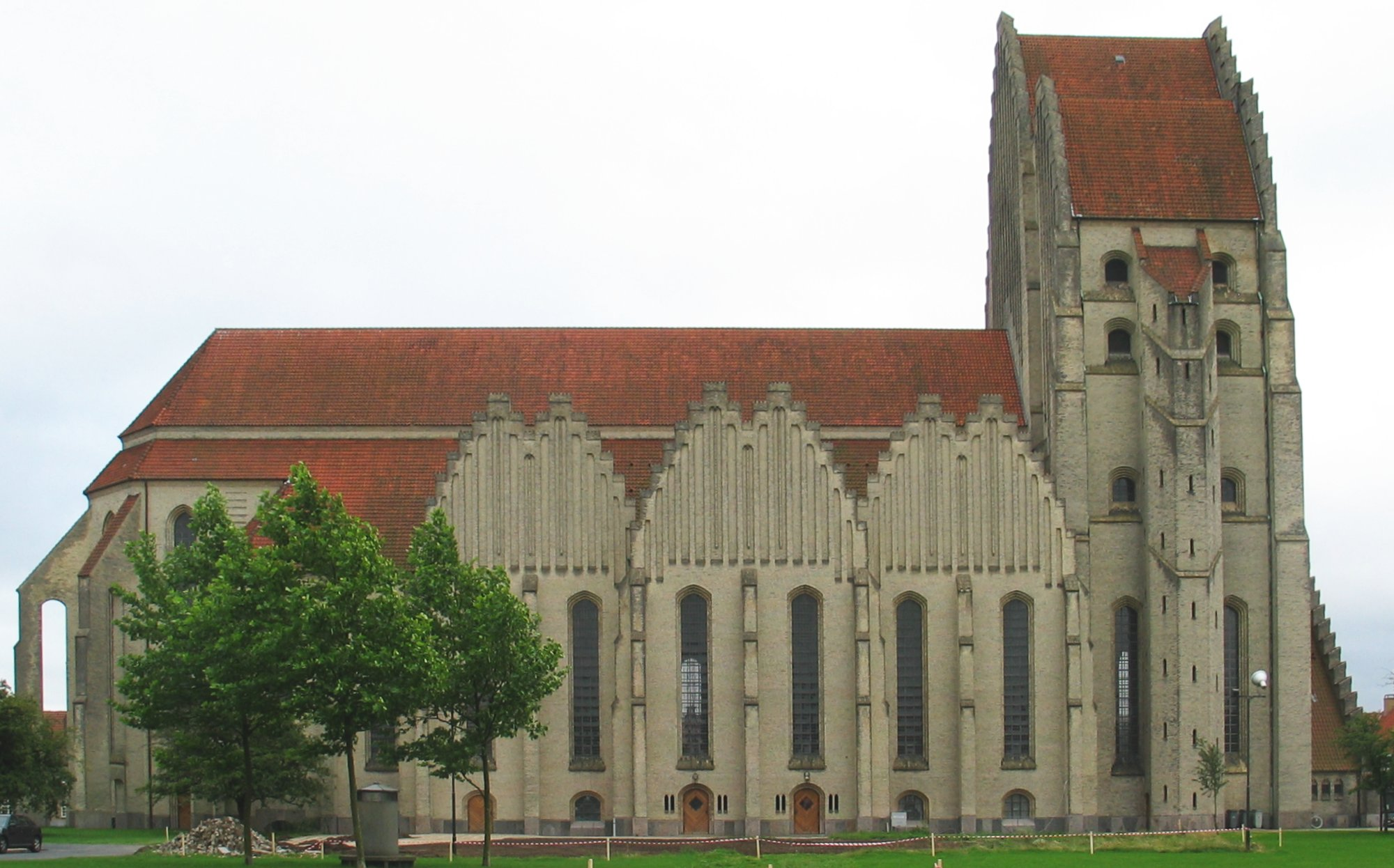
Vista a la nave desde el norte.
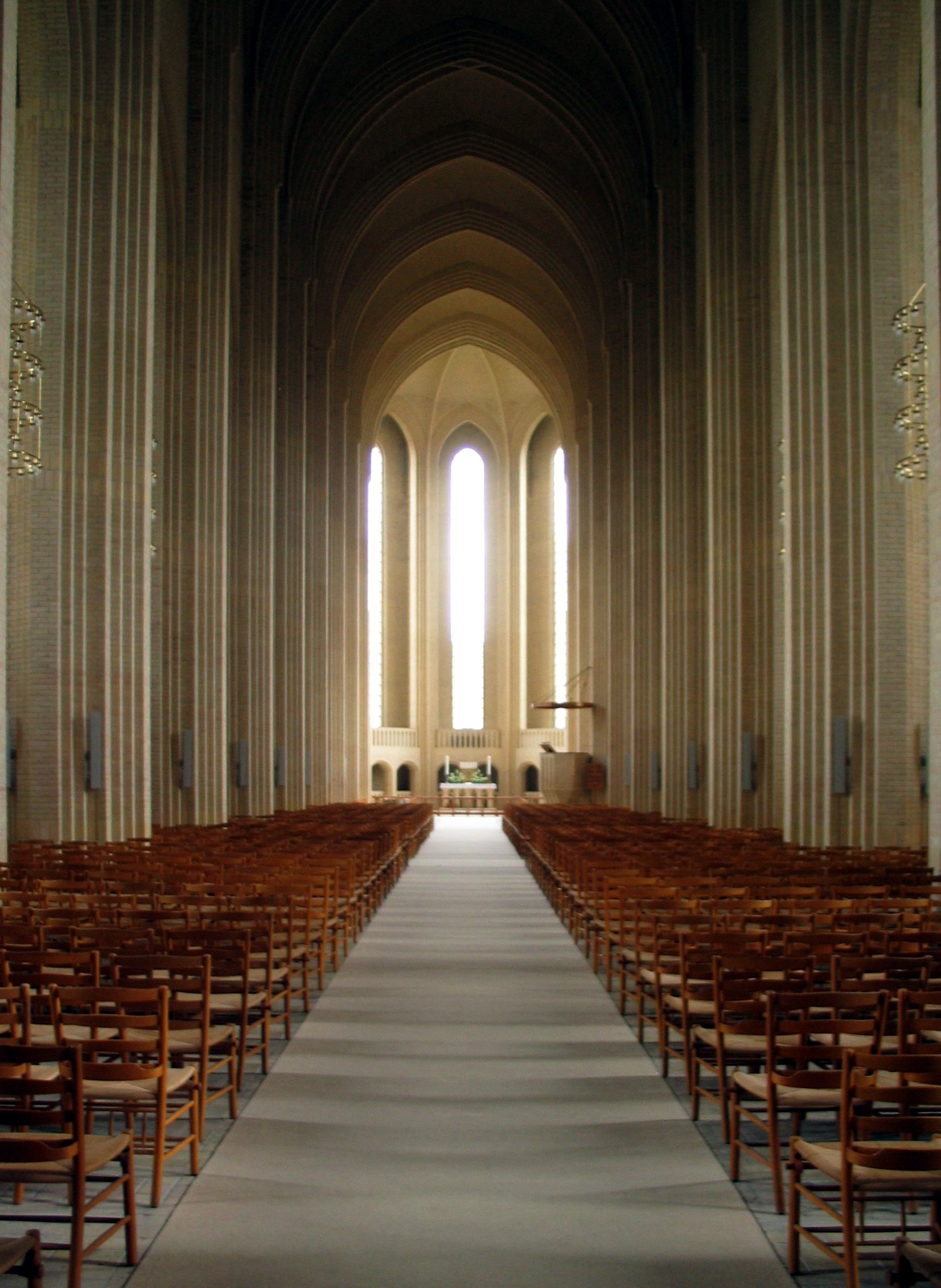
Vista desde el interior de la nave desde el coro.

## Influencias
En Reikiavik se encuentra la iglesia de Hallgrímskirkja, un templo realizado pocos años después de la iglesia de Grundtvig, en el que se ha realizado una síntesis similar de formas góticas y modernas.